# Dyskografia Camili Cabello
Dyskografia kubańsko-amerykańskiej wokalistki, Camila Cabello wydała cztery albumy studyjny i trzydzieści singli, w tym również osiem z udziałem gościnnym i trzy promocyjne. Cabello nagrała dwa pierwsze single, będąc jeszcze w amerykańskim girlsbandzie, Fifth Harmony, którymi są "I Know What You Did Last Summer" kanadyjskiego piosenkarza Shawna Mendesa, jako jej pierwszy utwór znajdujący się w pierwszej dwudziestce listy oficjalnych singli w USA. Drugi z nich, "Bad Things" rapera Machine Guna Kelly'ego uplasował się w Top 5 Billboard Hot 100 jeszcze na początku 2017 roku. W maju tego samego roku Cabello wydała oficjalnie swój debiutancki singel, "Crying In the Club". Przyniósł on wtedy średnie skutki pozycji na listach. Po ponownym skupieniu się na dowolnych inspiracjach muzycznych, artystka wydała swój debiutancki album, Camila 12 stycznia 2018 nakładem wytwórni Epic Records, Sony Music i Syco, który był promowany przez główny singel, "Havana". Nagranie zostało pozytywnie przyjęte i okupowało ono szczyty notowań w takich krajach, jak Wielka Brytania, Irlandia, Szkocja, Australia, czy Stany Zjednoczone. Drugi singel, "Never Be the Same" stał się kolejnym hitem Cabello, zajmując pierwszą dziesiątkę ma kilkudziesięciu listach.

## Albumy studyjne
| Rok  | Dane dotyczące albumu | Pozycje na listach | Pozycje na listach | Pozycje na listach | Pozycje na listach | Pozycje na listach | Pozycje na listach | Pozycje na listach | Pozycje na listach | Pozycje na listach | Pozycje na listach | Pozycje na listach | Pozycje na listach | Sprzedaż      | Certyfikat |
| Rok  | Dane dotyczące albumu | POL                | USA                | AUS                | CAN                | FRA                | DEU                | IRL                | NLD                | NZL                | SWE                | GBR                | NOR                | Sprzedaż      | Certyfikat |
| ---- | --- | ------------------ | ------------------ | ------------------ | ------------------ | ------------------ | ------------------ | ------------------ | ------------------ | ------------------ | ------------------ | ------------------ | ------------------ | ------------- | --- |
| 2018 | Camila - Wydany: 12 stycznia 2018 - Wytwórnia: Epic Records, Syco Music, Sony Music - Format: CD, digital download              | 4                  | 2                  | 3                  | 1                  | 7                  | 8                  | 3                  | 1                  | 3                  | 1                  | 2                  | 1                  | - USA: 1 mln. | - USA: platynowa płyta - GBR: złota płyta - CAN: 2×platynowa płyta - FRA: złota płyta - AUS: złota płyta - NZL: platynowa płyta - POL: platynowa płyta - SWI: platynowa płyta |
| 2018 | Beautiful (Bazzi, gośc. Camila Cabello) - Wydany: 2 sierpnia 2018 - Wytwórnia: Warner Music Sweden - Format: FLAC               | –                  | –                  | –                  | –                  | –                  | –                  | –                  | –                  | –                  | –                  | –                  | 25                 |               | |
| 2019 | Romance - Wydany: 8 grudnia 2019 - Wytwórnia: Epic Records, Syco Music - Format: CD, digital download, streaming, kaseta, vinyl | –                  | 2                  | 6                  | 1                  | 52                 | 55                 | –                  | 8                  | 7                  | 23                 | 14                 | 14                 | - USA:1 mln.  | - USA: platynowa płyta - POL: platynowa płyta |
| 2022 | Familia - Wydany: 8 kwietnia 2022 - Wytwórnia: Epic Records - Format: CD, LP, digital download                                  |                    |                    |                    |                    |                    |                    |                    |                    |                    |                    |                    |                    |               | - POL: złota płyta |

## Single

### Jako artysta główny
| 2015                                                     | „I Know What You Did Last Summer” (Camila Cabello i Shawn Mendes) | 20 | 33 | 19 | 21 | 192 | –  | –  | 24 | 51 | 42 | - USA: 2× platynowa płyta - AUS: platynowa płyta - CAN: 2× platynowa płyta - ITA: złota płyta - NZL: złota płyta - SWE: platynowa płyta - GBR: złota płyta - POL: platynowa płyta | Handwritten Revisited |
| 2016                                                     | „Bad Things” (Camila Cabello i Machine Gun Kelly)                 | 4  | 22 | 11 | –  | 103 | 47 | 11 | 36 | 43 | 16 | - USA: 4× platynowa płyta - AUS: platynowa płyta - BEL: złota płyta - CAN: platynowa płyta - ITA: złota płyta - NZL: złota płyta - GBR: srebrna płyta | Bloom                 |
| 2017                                                     | „Crying in the Club”                                              | 47 | 39 | 31 | –  | 49  | 62 | –  | 58 | 45 | 12 | - USA: platynowa płyta - AUS: platynowa płyta - CAN: platynowa płyta - GER: złota płyta - ITA: platynowa płyta - GBR: platynowa płyta - SWI: złota płyta - POL: platynowa płyta | –                     |
| 2017                                                     | „Havana” (gościnnie Young Thug)                                   | 1  | 1  | 1  | 2  | 1   | 2  | 2  | 4  | 2  | 1  | - USA: 9× platynowa płyta - AUS: 10× platynowa płyta - AUT: 2× platynowa płyta - BEL: 2× platynowa płyta - CAN: 9× platynowa płyta - FRA: diamentowa płyta - GBR: 3× platynowa płyta - GER: diamentowa płyta - ITA: 4× platynowa płyta - SWE: 4× platynowa płyta - CAN: 8× platynowa płyta - NZL: 3× platynowa płyta - POL: diamentowa płyta - SWI: 5× platynowa płyta | Camila                |
| 2017                                                     | „Crown” (gościnnie Gray)                                          | –  | –  | –  | –  | –   | –  | –  | –  | –  | –  | | Camila                |
| 2018                                                     | „Never Be the Same”                                               | 6  | 7  | 19 | 34 | 56  | 85 | 8  | 39 | 23 | 7  | - USA: 3× platynowa płyta - AUS: 3× platynowa płyta - AUT: złota płyta - GBR: złota płyta - CAN: 2× platynowa płyta - FRA: złota płyta - ITA: złota płyta - SWE: złota płyta - SWI: złota płyta - NZL: platynowa płyta - POL: platynowa płyta | Camila                |
| 2018                                                     | „Sangria Wine” (gościnnie Pharrell Williams)                      | 83 | –  | 88 | –  | –   | –  | –  | –  | 92 | 84 | | —                     |
| 2018                                                     | "Consequences" (wersja orkiestralna)                              | 51 | –  | 75 | –  | –   | –  | –  | –  | –  | –  | - CAN: złota płyta - POL: złota płyta | Camila                |
| 2019                                                     | „Liar”                                                            | 52 | 31 | 27 | –  | 122 | –  | 32 | 58 | 42 | 21 | - AUS: platynowa płyta - GBR: srebrna płyta - POL: platynowa płyta | Romance               |
| 2019                                                     | „Cry For Me”                                                      | –  | –  | 81 | –  | –   | –  | –  | 95 | 90 | 85 | | Romance               |
| 2019                                                     | „Easy                                                             | –  | –  | 82 | –  | –   | –  | –  | –  | –  | 86 | | Romance               |
| 2019                                                     | „Living Proof”                                                    | –  | –  | 84 | –  | –   | –  | –  | –  | –  | –  | | Romance               |
| 2019                                                     | „Señorita” (Camila Cabello oraz Shawn Mendes)                     | 1  | 1  | 1  | 1  | 2   | 1  | 1  | 1  | 1  | 1  | - AUS: 5× platynowa płyta - AUT: złota płyta - CAN: 7× platynowa płyta - FRA: diamentowa płyta - GBR: 2× platyna - GER: platynowa płyta - ITA: 2× platynowa płyta - USA: platynowa płyta - POL: 2× diamentowa płyta - NZL: 2× platynowa płyta | Romance               |
| 2019                                                     | „Shameless”                                                       | 60 | –  | 40 | –  | –   | –  | –  | –  | 71 | 50 | - POL: platynowa płyta | Romance               |
| 2019                                                     | „Mi persona favorita” (Alejandro Sanz oraz Camila Cabello)        | –  | –  | –  | –  | –   | –  | –  | –  | –  | –  | - USA: złota płyta | Romance               |
| 2020                                                     | „My Oh My” (gościnnie DaBaby)                                     | 12 | 19 | 13 | –  | 53  | –  | 15 | 39 | 37 | 13 | - AUS: platynowa płyta - GBR: złota płyta - USA: platynowa płyta - NZL: złota płyta - POL: platynowa płyta | Romance               |
| 2020                                                     | „First Man”                                                       | 94 | –  | –  | –  | –   | –  | –  | –  | –  | –  | | Romance               |
| 2021                                                     | „Don't Go Yet”                                                    | 42 | 43 | 25 | –  | 70  | –  | –  | –  | 41 | 37 | - POL: platynowa płyta | Familia               |
| 2021                                                     | „Oh Na Na” (gośc. Myke Towers oraz Tainy)                         |    |    |    |    |     |    |    |    |    |    | |                       |
| 2022                                                     | „Bam Bam” (gośc. Ed Sheeran)                                      |    |    |    |    |     |    |    |    |    |    | - POL: 2× platynowa płyta | Familia               |
| 2022                                                     | „Psychofreak” (gośc. Willow)                                      |    |    |    |    |     |    |    |    |    |    | | Familia               |
| 2024                                                     | „I Luv It” (gośc. Playboi Carti)                                  |    |    |    |    |     |    |    |    |    |    | - POL: złota płyta | C,XOXO                |
| „–” oznacza, że singel nie był notowany na danej liście. |                                                                   |    |    |    |    |     |    |    |    |    |    | |                       |

### Z gościnnym udziałem
| 2017                                                     | „Love Incredible” (Cashmere Cat, gościnnie: Camila Cabello)                    | –  | –  | –  | –  | –   | –  | –  | –  | –  | –  | | 9                                    |
| 2017                                                     | „Hey Ma” (Pitbull & J Balvin, gościnnie: Camila Cabello)                       | –  | –  | 95 | –  | 151 | 35 | –  | –  | 30 | –  | - ITA: platynowa płyta - USA: złota płyta | The Fate of the Furious: The Album   |
| 2017                                                     | „Hey Ma” (hiszpańska wersja) (Pitbull & J Balvin, gościnnie: Camila Cabello)   | –  | –  | –  | –  | –   | –  | –  | –  | –  | –  | |                                      |
| 2017                                                     | „Know No Better” (Major Lazer, gościnnie Travis Scott, Camila Cabello i Quavo) | 87 | 34 | 30 | 21 | 26  | 47 | 32 | 30 | 32 | 26 | - AUS: złota płyta - BEL: złota płyta - DEN: złota płyta - FRA: platynowa płyta - GBR: złota płyta - ITA: platynowa płyta - NZL: złota płyta                                                     | Music Is the Weapon i Know No Better |
| 2017                                                     | „Almost Like Praying" (Artists for Puerto Rico)                                | 20 | –  | –  | –  | –   | –  | –  | –  | –  | –  | | —                                    |
| 2018                                                     | "Beautiful" (Remix) (Bazzi, gościnnie Camila Cabello)                          | 26 | 15 | 35 | –  | –   | –  | 24 | 60 | 92 | 33 | - AUS: złota płyta - GBR: srebrna płyta - NOR: złota płyta - NZL: złota płyta - USA: 2× platynowa płyta                                                                                          | Cosmic                               |
| 2019                                                     | „Find U Again” (Mark Ronson, gościnnie Camila Cabello)                         | –  | –  | 67 | –  | –   | –  | –  | –  | 86 | 27 | - AUS: złota płyta - CAN: złota płyta - GBR: srebrna płyta - POL: złota płyta | Late Night Feelings                  |
| 2019                                                     | „South of the Border” (Ed Sheeran, gościnnie Camila Cabello oraz Cardi B)      | 49 | 12 | 14 | –  | 75  | 52 | 14 | 14 | 19 | 4  | - AUS: platynowa płyta - AUT: złota płyta - CAN: 2× platynowa płyta - FRA: złota płyta - GER: złota płyta - ITA: złota płyta - USA: złota płyta - POL: 2× platynowa płyta - NZL: platynowa płyta | No. 6 Collaborations Project         |
| „–” oznacza, że singel nie był notowany na danej liście. |                                                                                |    |    |    |    |     |    |    |    |    |    | |                                      |

### Single promocyjne
| 2017                                                     | „I Have Questions”      | –  | –  | –  | 94  | –  |                                                                                   | Camila (edycja japońska) |
| 2017                                                     | „OMG” (gościnnie Quavo) | 81 | 77 | 53 | 179 | 67 | - AUS: złota płyta - CAN: platynowa płyta                                         | –                        |
| 2017                                                     | „Real Friends” (solo)   | –  | 86 | 60 | 137 | –  | - AUS: złota płyta - CAN: platynowa płyta - GBR: srebrna płyta - POL: złota płyta | Camila                   |
| „–” oznacza, że singel nie był notowany na danej liście. |                         |    |    |    |     |    |                                                                                   |                          |

### Inne utwory
| Rok                                                      | Tytuł                                     | Pozycje na listach przebojów | Pozycje na listach przebojów | Pozycje na listach przebojów | Pozycje na listach przebojów | Pozycje na listach przebojów | Pozycje na listach przebojów | Pozycje na listach przebojów | Certyfikat             | Album  |
| Rok                                                      | Tytuł                                     | CAN                          | USA (Bub.)                   | ESP                          | SUI                          | IRL                          | GBR                          | ECU                          | Certyfikat             | Album  |
| -------------------------------------------------------- | ----------------------------------------- | ---------------------------- | ---------------------------- | ---------------------------- | ---------------------------- | ---------------------------- | ---------------------------- | ---------------------------- | ---------------------- | ------ |
| 2017                                                     | "Havana (Remix)" (gościnnie Daddy Yankee) | —                            | —                            | 16                           | —                            | —                            | —                            | —                            | - SPA: platynowa płyta | —      |
| 2018                                                     | "All These Years                          | —                            | —                            | —                            | —                            | 56                           | —                            | —                            |                        | Camila |
| 2018                                                     | "She Loves Control"                       | 77                           | —                            | —                            | 59                           | 37                           | 40                           | 47                           | - CAN: złota płyta     | Camila |
| 2018                                                     | "Something's Gotta Give"                  | —                            | —                            | —                            | —                            | 95                           | —                            | —                            |                        | Camila |
| 2018                                                     | "In the Dark"                             | —                            | —                            | —                            | —                            | 100                          | —                            | —                            |                        | Camila |
| 2018                                                     | "Into It"                                 | 75                           | —                            | —                            | —                            | —                            | —                            | —                            |                        | Camila |
| „–” oznacza, że singel nie był notowany na danej liście. |                                           |                              |                              |                              |                              |                              |                              |                              |                        |        |